# Калонж
Колонж (фр. Calonges) насеље је и општина у југозападној Француској у региону Аквитанија, у департману Лот и Гарона која припада префектури Марманд.
По подацима из 2011. године у општини је живело 594 становника, а густина насељености је износила 37,15 становника/km². Општина се простире на површини од 15,99 km². Налази се на средњој надморској висини од 35 метара (максималној 94 m, а минималној 26 m).

## Демографија
| 1962. | 1968. | 1975. | 1982. | 1990. | 1999. | 2011. |
| ----- | ----- | ----- | ----- | ----- | ----- | ----- |
| 506   | 569   | 503   | 484   | 483   | 521   | 594   |

График промене броја становника у току последњих година